# Substrate Integrated Waveguide
Der englische Begriff Substrate Integrated Waveguide (SIW), für den es bisher keine mehrheitlich benutzte deutsche Übersetzung gibt, beschreibt eine neue elektrische Leitung. Erstmals vorgestellt wurde diese neue Form eines Wellenleiters im Jahre 1998 von dem japanischen Wissenschaftler Hiroshi Uchimura und anderen.
Die als Wellenleiter ausgeführte Leitung besteht allein aus einem leitend von beiden Seiten beschichteten Dielektrikum, auch Substrat genannt, und elektrischen Durchkontaktierungen, sog. Vias als Begrenzung. Vorteile dieser Technik gegenüber herkömmlichen Hohlleitern sind die einfache Herstellung, das flache Profil sowie die Möglichkeit, auf dem gleichen Substrat weitere Bauteile aufzubringen.

## Eigenschaften
Die wesentlichen Eigenschaften des SIW sind mit denen des rechteckigen Wellenleiters vergleichbar.
Es existieren hinreichend genau empirisch gewonnene Annäherungsformeln, die die Breite eines SIW mit der Breite eines rechteckigen Hohlleiters verknüpfen. Ebenso sind ausgehend von den Dimensionen des SIW die Grenzfrequenzen zu ermitteln. Eine Besonderheit besteht beim SIW darin, dass die Grenzfrequenz nicht von der Substratdicke, sondern allein von der Breite abhängt.
Die äquivalente Breite eines Hohlleiters, der in etwa die gleichen Eigenschaften besitzt wie der entsprechende SIW, ist über die folgende Formel näherungsweise verknüpft:
{\displaystyle a_{\text{RWG}}=a_{\text{SIW}}-1{,}08\cdot {\frac {(2r)^{2}}{p}}+{\frac {(2r)^{2}}{10\cdot a_{\text{SIW}}}}}
wobei {\displaystyle p} der Abstand zwischen den begrenzenden Vias und {\displaystyle r} der Radius der eingesetzten Vias ist, sowie {\displaystyle a_{\text{RWG}}} und {\displaystyle a_{\text{SIW}}} die jeweiligen Breiten des Hohlleiters, respektive SIWs.
Im SIW sind nur {\displaystyle H_{m0}}-Feldtypen ausbreitungsfähig, da die Wandströme in den kurzen Seitenwänden nur eine senkrechte Komponente besitzen können.

## Anwendungen
Anwendungen des SIW sind Antennen, Speiseleitungen von Antennen (engl. feeding), Kopplern, u. a., insbesondere im Millimeterband, also jenseits der 30 GHz.
Es existieren bereits flexible Übergänge zu anderen Techniken, wie Mikrostreifenleitung, Coplanar Waveguide (CPW), Hohlleiter oder Koaxialkabel.